# Frederik Dreyer

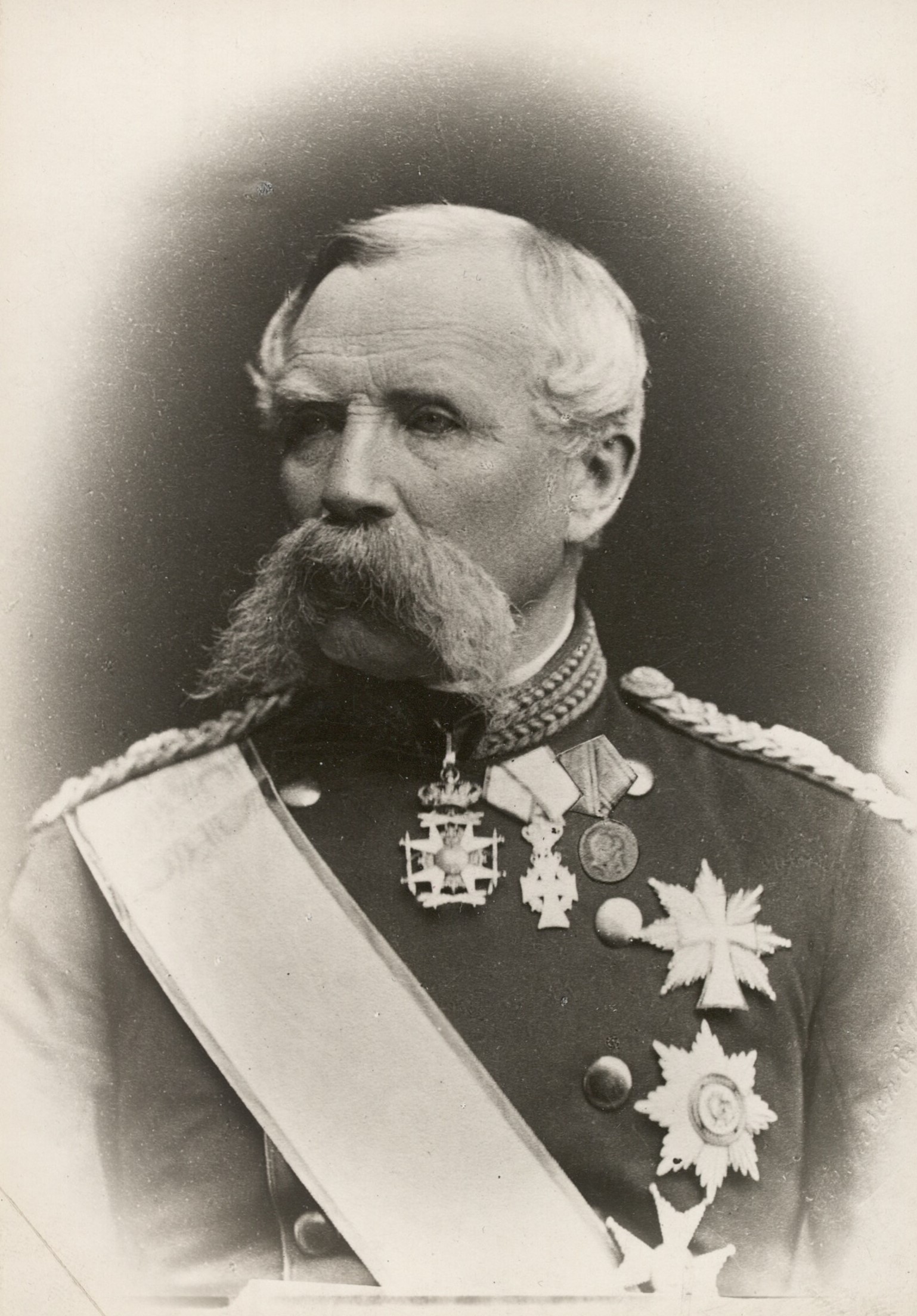
Frederik Dreyer.

Johan Christopher Frederik Dreyer, född den 13 januari 1814 i Køge, död den 12 september 1898 i Köpenhamn, var en dansk officer. Han var far till astronomen Johan Ludvig Emil Dreyer.
Dreyer blev 1829 sekondlöjtnant i vägkåren. Som kapten gjorde han under kriget 1848–1850 tjänst vid fältingenjördetachementet, 1849 som stabschef, 1850–1851 som den högstkommenderande ingenjörsofficeren i hären. Åren 1851–1855 var Dreyer kommendör för ingenjörstrupperna och 1852–1863 var han verksam på olika poster inom järnvägsväsendet, 1855–1863 tillika som dirigerande stabsofficer för ingenjörskårens vägtjänst. Han blev överstelöjtnant 1863, var under krigen 1864 åter den högstkommenderande ingenjörsofficeren i hären och deltog i Dybbøls försvar. År 1865 blev han överste och chef för ingenjörskåren, 1867 generalmajor samt generalinspektör för ingenjörstrupperna och chef för ingenjörskårens övriga avdelningar. År 1876 dekorerades han med storkorset. Den 28 juli 1877–4 januari 1879 var han krigs- och marinminister och 1880–1888 verkställande direktör i styrelsen för de militära underklassernas pensionering och för invalidförsörjningen. År 1881 fick han sitt avsked från krigstjänsten och 1884 ett avskedspatent som generallöjtnant. Dreyer blev kommendör av Svärdsorden 1872.